# Shaurya Chakra
La Shaurya Chakra est une décoration militaire indienne décernée pour la valeur, une action courageuse ou le sacrifice de soi sans être engagé dans une action directe avec l'ennemi. Elle peut être décerné à des civils ainsi qu'à des militaires, parfois à titre posthume. Elle est troisième par ordre de priorité des récompenses de chevalerie en temps de paix et vient après le chakra d'Ashoka et le chakra de Kirti. Elle précède la médaille Sena.

## Histoire
Créé sous le nom de "Ashoka Chakra, classe III" par le président de l'Inde, le 4 janvier 1952 (avec effet au 15 août 1947). Les statuts ont été révisés et la décoration renommée le 27 janvier 1967. Avant 1967, la décoration était connue sous le nom de Ashoka Chakra, classe III. En cas d'attribution ultérieure d'une seconde récompense, elle s'identifie par une barrette en travers du ruban de la médaille. Il est possible pour un récipiendaire de se voir attribuer le Ashoka Chakra ou Kirti Chakra en plus pour des actes de bravoures distincts.
Depuis juillet 1999, il est également accordé aux civils des deux genres, dans tous les domaines, autres que pour les membres des forces de police et des services d'incendie. Depuis le 1er février 1999, le gouvernement central fixe une allocation mensuelle de Rs. 750 pour les récipiendaires du prix. La région de Jammu-et-Cachemire décerne en outre une récompense supplémentaire en espèces de Rs. 700 (vers 1960) pour les récipiendaires du Chaurya Shaurya.

## Conception
Médaille : Bronze circulaire de 3,5com de diamètre. Au centre figure l'inscription Ashoka Chakra, entourée d'une couronne de lotus et avec un bord décoré. Elle est suspendue à une barrette.
Revers : Pour les médailles antérieures à 1967, la médaille est vierge au centre, avec "Ashoka Chakra" en hindi le long du bord supérieur de la médaille et le même nom en anglais le long du bord inférieur. De chaque côté figure une fleur de lotes. Le centre est vide, peut-être avec l'intention d'y graver les détails de la médaille. Il n'y a aucune indication de la classe sur les médailles d'avant 1967. Pour les médailles post-1967, les noms sont changés en "Shauryua Chakra" en hindi ci-dessus et « Shaurya Chakra » en dessous.
Ruban : ruban de couleur verte divisé en quatre parties égales par trois lignes verticales orange.
Barrette : Si un récipiendaire du chakra est de nouveau décoré de la même médaille, une barrette sera fixée sur le ruban pour chacune des obtentions suivantes, y compris à titre posthume. Pour chaque barrette, une réplique du Chakra en miniature doit être ajoutée au ruban lorsqu'il est porté seul.

## Éligibilité
C'est l'équivalent en temps de paix du Vir Chakra. Elle est généralement décernée pour les opérations et actions contre-insurrectionnelles contre l'ennemi en temps de paix.
Les catégories de personnes suivantes sont éligibles au Shaurya Chakra :
- Officiers, hommes et femmes de tous les grades de l'armée, de la marine et de l'armée de l'air, de l'une des forces de réserve, de l'armée territoriale, de la milice et de toute autre force légalement constituée.
- Officiers infirmiers des services infirmiers militaires.
- Citoyens civils des deux sexes dans tous les domaines et membres des forces de police, y compris les forces paramilitaires centrales et les forces de protection ferroviaire.